# Hokej na travi na OI 1920.
Olimpijske igre 1920. su se održale u Belgiji, u Antwerpenu/Anversu.

## Momčadi sudionice
Na turniru u hokeju na travi na OI 1920. u Antwerpenu/Anversu, sudjelovale su četiri momčadi: Ujedinjenog Kraljevstva, Danske, Belgije i Francuske.

## Natjecateljski sustav
Predstavništva su se natjecala po jednostrukom ligaškom sustavu. Za pobjedu se dobivalo 2 boda, za neriješeno 1 bod, a za poraz ništa.

## Mjesto i vrijeme odigravanja susreta
Susreti su se odigrali od 1. do 5. rujna 1920.

## Sastavi
| Država          | Športaši |
| --------------- | --- |
| Uj. Kraljevstvo | Charles Atkin, John Bennett, Colin Campbell, Harold Cassels, Harold Cooke, Eric Crockford, Reginald Crummack, Harry Haslam, Arthur Leighton, Charles Marcon, John McBryan, George McGrath, Stanley Shoveller, William Smith, Cyril Wilkinson                        |
| Danska          | Hans Bjerrum, Ejvind Blach, Niels Blach, Steen Due, Thorvald Eigenbrod, Frands Faber, Hans Jørgen Hansen, Hans Herlak, Henning Holst, Erik Husted, Paul Metz, Andreas Rasmussen                                                                                     |
| Belgija         | André Becquet, Pierre Chibert, Raoul Daufresne de la Chevalerie, Fernand de Montigny, Charles Delelienne, Louis Diercxsens, Robert Gevers, Adolphe Goemaere, Charles Gniette, Raymond Keppens, René Strauwen, Pierre Valcke, Maurice van den Bemden, Jean van Nerom |
| Francuska       | Paul Haranger, Robert Lelong, Pierre Estrabant, Georges Breuille, Jacques Morise, Edmond Loriol, Désiré Guard, Roland Bedel, André Bonnal, Gaston Rogot, Pierre Rollin                                                                                              |

## Rezultati
| Nadnevak |  | Momčad          |        | Momčad    |
| -------- |  | --------------- | ------ | --------- |
| 1. rujna |  | Uj. Kraljevstvo | 5 : 1  | Danska    |
| 1. rujna |  | Belgija         | 3 : 2  | Francuska |
| 3. rujna |  | Uj. Kraljevstvo | 12 : 1 | Belgija   |
| 3. rujna |  | Danska          | 9 : 1  | Francuska |
| 4. rujna |  | Uj. Kraljevstvo | w.o.   | Francuska |
| 5. rujna |  | Danska          | 5 : 2  | Belgija   |

Konačna ljestvica:
| Mj. | Momčad          | Ut | Pb | N | Pz | Pri | Pos | RP  | Bod |
| --- | --------------- | -- | -- | - | -- | --- | --- | --- | --- |
| 1.  | Uj. Kraljevstvo | 3  | 3  | 0 | 0  | 17  | 2   | 15  | 6   |
| 2.  | Danska          | 3  | 2  | 0 | 1  | 15  | 8   | 7   | 4   |
| 3.  | Belgija         | 3  | 1  | 0 | 2  | 6   | 19  | -13 | 2   |
| 4.  | Francuska       | 3  | 0  | 0 | 3  | 3   | 12  | -9  | 0   |

Pobijedila je momčad Ujedinjenog Kraljevstva.

## Završni poredak
| Momčadi |                        |
| Zlato   | Ujedinjeno Kraljevstvo |
| Srebro  | Danska                 |
| Bronca  | Belgija                |
| 4.      | Francuska              |

| Olimpijski prvaci 1920.      |
| ---------------------------- |
| Uj. Kraljevstvo Drugi naslov |